# François de Montsaulnin
Pour les articles homonymes, voir Montsaulnin.
François de Montsaulnin, né le 5 juin 1836 à Paris et décédé le 29 avril 1910 à Paris, est un homme politique français.

## Biographie
Après avoir longtemps résidé en Amérique du Sud, il revient en France en 1870. Conseiller général du canton de Nérondes en 1871, il est député du Cher de 1889 à 1893, élu dans la circonscription de Saint-Amand-Montrond, travaillant essentiellement sur des questions de droit du travail et notamment en ce qui concerne le travail des enfants, des filles mineures et des femmes dans les établissements industriels.
Il est propriétaire du château de Fontenay, à Tendron.